# 헝가리 노동당
헝가리 노동당(헝가리 勞動黨, 문화어: 마쟈르로동당; 헝가리어: Magyar Munkáspárt 머저르 문카시파르트[*])은 1989년에 설립된 헝가리의 공산당으로 헝가리 인민공화국 붕괴사태때 헝가리 사회노동당의 카다르 야노시 추종파가 창당했다.

## 이념
헝가리 노동당은 유럽회의주의와 반제국주의를 표방한다. 당은 침략전쟁과 북대서양 조약기구에 대해서 엄격히 반대한다.
2016년 헝가리 이민자 쿼터제 국민투표 사태 당시 반대입장을 표명하며 무효표 투표를 촉구했다.
헝가리 노동당이 내건 외교 정책은 전세계의 진보적인 국가들과의 친선이다.

## 평가
일부 정치학자들은 헝가리 노동당이 카다르 야노시 정권에 대한 향수를 가진 소수 유권자들의 모임이라고 주장했으나, 그럼에도 이 정당은 헝가리 각지에 지구당을 두고 있다.
이 정당은 최근 몇년간 극우 정당인 피데스와 가까워졌다고 평가를 받았으나, 당수인 튀르메르 줄러에 따르면 헝가리 노동당과 피데스는 이 평가를 부정했다.

## 지지기반
헝가리 노동당은 원래 일부 연금수령자에게만 지지를 받는 군소정당이었으나 인터넷을 통해 반제국주의적 목소리를 내면서 청년의 지지를 이끌어냈다. 2008년 경제위기로 헝가리 시민 사이에서 태통한 헝가리 인민공화국과 구야시 공산주의에 대한 향수는 당을 더욱 강하게 성장시켰다.
이 정당은 현재 헝가리의 거의 유일한 청년 기반의 정당이며, 좌파전선이라는 청년단을 보유하고 있다. 좌파전선은 독립성이 보장되며 반제국주의 이념을 적극적으로 지지하고 있다.

## 역사
1. ↑  https://munkaspart.hu/mi-ti-2/6076-gyaszolunk
2. ↑  “Megkérdeztük Kádár János rajongóit, mit gondolnak az ellenzékről”. 2023년 4월 27일.